# The Originals (banda brasileira)
The Originals foi um supergrupo de rock and roll brasileiro, formado em 2004 por ex-integrantes das bandas Os Incríveis, Renato e Seus Blue Caps e The Fevers e famoso por dar arranjos originais para novas roupagens de sucessos da Jovem Guarda.
Fez trilha sonora do tema de encerramento da edição 2005-2006 do programa Show da Virada, da Rede Globo e trilhas sonoras para novelas da mesma emissora, como A Lua Me Disse, Ciranda de Pedra, Ti Ti Ti e Guerra dos Sexos. O grupo lançou quatro CDs e DVDs, sendo dois ao vivo, um em estúdio e uma coletânea.

## Discografia
- (2005) Pra Todo Mundo Ouvir (ao vivo)
- (2006) The Originals - Vol. 2 (estúdio)
- (2008) A Festa Continua (ao vivo)
- (2011) The Originals e Seus Convidados - A Gente Era Feliz e Não Sabia (coletânea)

## Integrantes

### Os Incríveis
- Netinho: bateria
- Nenê Benvenuti: vocal, baixo (falecido em 2013)

### Renato e Seus Blue Caps
- Ed Wilson: vocal, guitarra (falecido em 2010)
- Paulo César Barros: vocal, baixo

### The Fevers
- Almir Bezerra: vocal, guitarra
- Cleudir Borges: teclados
- Miguel Plopschi: sax
- Pedrinho da Luz: guitarra (falecido em 2013)

### Outros músicos
- Márcio Augusto Cócoli: vocal, guitarra
- Guto Angelicis: bateria